# Jason Todd
Jason Peter Todd è un personaggio immaginario dei fumetti creato da Gerry Conway e Don Newton nel 1983 e pubblicato dalla DC Comics. Apparso per la prima volta in Batman n. 357, è stato creato per succedere a Dick Grayson nei panni di Robin, partner e aiutante di Batman. Inizialmente condivide un'origine simile a quella di Grayson, ma poi le sue origini vengono riscritte dopo l'evento Crisi sulle Terre Infinite. Le rappresentazioni successive descrivono comunemente Todd come un giovane orfano e teppista di strada, con un passato travagliato e un comportamento violento, che Batman tenta di riformare e fare da mentore.
Dopo che Max Allan Collins ha rinnovato le origini di Todd in Batman n. 408–411, il personaggio è stato scritto da Jim Starlin, che lo ha fatto diventare sempre più aggressivo e spericolato. Ciò ha portato la DC Comics a tenere un sondaggio telefonico nella trama di Una morte in famiglia del 1988 per determinare il destino del personaggio: il sondaggio si è concluso con una maggioranza ristretta di voti a favore dell'uccisione di Todd, provocandone la morte per mano del Joker. Le storie successive hanno affrontato il senso di colpa di Batman per non essere riuscito a salvarlo. Il personaggio è stato resuscitato nell'arco narrativo Under the Hood  del 2005, sotto l'alias di Cappuccio Rosso. I numeri seguenti hanno mostrato i tentativi occasionali di Todd di riscattarsi e ricostruire la sua relazione con Batman; alla fine, Cappuccio Rosso è stato accettato come membro a pieno titolo della Batman family.
Todd nei panni di Robin e Cappuccio Rosso ha fatto diverse apparizioni in altre forme di media al di fuori dei fumetti, tra cui serie televisive, film e videogiochi.
Il suo posto come Robin venne preso da un nuovo personaggio, Tim Drake, introdotto nel 1989.

## Biografia del personaggio

### PreCrisi
Dick Grayson, il primo Robin, già nel corso degli anni settanta aveva iniziato a comparire sempre più raramente come aiutante di Batman in quanto impegnato negli studi universitari; smessi successivamente i panni del "ragazzo meraviglia", Dick assunse una nuova identità nella lotta al crimine, quella di Nightwing, sia all'interno dei Giovani Titani che come solista: il suo posto come Robin venne preso dal giovane Jason Todd, che esordì come spalla di Batman poco dopo una volta ricevuto il benestare di Dick stesso.
La versione originale di Jason "Jay" Todd è bionda e ha un passato estremamente simile a quello di Grayson: è figlio di una coppia di acrobati circensi, Joseph e Trina Todd, che vengono uccisi dal criminale Killer Croc. In seguito, Jason viene adottato da Bruce Wayne e indossa vari costumi d'infanzia di Grayson come costume per combattere il crimine, finché Dick non gli offre un costume tutto suo. Da quel momento, Todd si tinge i capelli di nero e viene posto ufficialmente sotto la tutela del Cavaliere Oscuro.
Per un certo periodo Natalia Knight, la criminale Nocturna, fa parte della vita di Jason come sua madre surrogata, arrivando ad adottarlo. Il ragazzo prova invece una certa gelosia nei confronti di Catwoman a causa del suo rapporto amoroso con Batman e come sua partner occasionale, che fa sentire Todd escluso.
Una volta, Batman e Todd si uniscono a Wonder Woman nella Fortezza della Solitudine per celebrare il compleanno di Superman; si trovano a combattere la creatura Mongul e Jason riesce a salvare gli eroi.

### PostCrisi

#### Origini
Dopo il rinnovo dell'universo DC dovuto a Crisi sulle Terre Infinite, cambia il passato di Todd: è un giovane orfano di strada che incontra per la prima volta Batman mentre cerca di rubare le gomme della Batmobile a Crime Alley, luogo dove i genitori di Wayne vennero assassinati anni prima. Jason vive lì come figlio di Catherine e Willis. Todd è un giovane orfano che vive di espedienti, in quanto Catherine è una tossicodipendente morta di overdose e Willis era uno scagnozzo di Due Facce, presumibilmente ucciso dal suo capo per aver fallito un incarico. Bruce iscrive Jason a una scuola per ragazzi difficili e, poco dopo, il ragazzo guadagna il manto di Robin aiutando Batman a catturare una banda di ladri, indossandolo per la prima volta dopo sei mesi di addestramento. Batman nota che, sebbene Todd non possieda l'atletismo naturale e le abilità acrobatiche di Dick, è in grado di catalizzare la sua rabbia in modo produttivo. Successivamente viene stabilito che Superboy-Prime è responsabile dei cambiamenti sull'origine e sul carattere di Jason Todd quando ha inavvertitamente creato linee ipertemporali.
Nel suo periodo di rinnovamento, Todd è ritratto come il Robin "ribelle", che riflette la cultura giovanile della fine degli anni '80: fuma, impreca e combatte l'autorità (incarnata da Batman). È incline a sfidare gli ordini del Cavaliere Oscuro, cosa che a volte lo porta al successo e altre al fallimento.
Prima della morte di Todd, il momento più controverso del personaggio avviene in relazione al criminale Felipe Garzonas: quest'ultimo è uno stupratore seriale che sfugge alle accuse grazie all'immunità diplomatica di suo padre. Gloria, una ragazza sua vittima, sotto minaccia di un terzo stupro da parte di Felipe si impicca. Quando Todd lo scopre, insegue il criminale; Batman giunge sul posto in tempo per vedere Felipe morire schiantandosi al suolo dopo essere precipitato da un palazzo, osservato da Todd. Il ragazzo afferma di averlo spaventato eccessivamente, portandolo a scivolare e a cadere, ma resta ambiguo se sia davvero andata così o se Jason lo abbia ucciso.
Successivamente, il padre di Felipe sfida il Dinamico Duo come rappresaglia per la morte del figlio e rapisce il commissario Gordon. Batman cerca di non coinvolgere Todd, ma Robin lo segue e salva il Cavaliere Oscuro da un attacco dei rapitori di Gordon. Quest'ultimo viene ferito ma sopravvive, mentre Garzonas viene ucciso da una macchina di compressa della spazzatura.
In seguito, Jason scopre che Catherine Todd non è la sua madre biologica e va alla ricerca della vera genitrice. Dopo aver seguito diverse piste, il ragazzo rintraccia la donna giusta, Sheila Haywood, che si trova in Etiopia a lavorare come volontaria. Inizialmente felice del ricongiungimento, Jason scopre che Sheila è ricattata dal Joker per consegnargli forniture mediche. La stessa Sheila si è appropriata indebitamente dell'agenzia umanitaria e, come parte della copertura, consegna Robin a Joker. Il criminale picchia brutalmente il ragazzo con un piede di porco, tradisce Sheila e la lega, lasciandola con il figlio morente in un magazzino con una bomba. Nonostante i tentativi dei due di fuggire, la bomba esplode; Batman arriva troppo tardi per salvarli e rinviene il corpo di Jason tra le macerie, mentre Sheila vive abbastanza a lungo da dire al Cavaliere Oscuro che Todd ha cercato di proteggerla fino all'ultimo. I corpi vengono riportati a Gotham City per la sepoltura.
La morte di Jason tormenta a lungo Batman, che si accusa della sua morte. Tiene il suo costume da Robin esposto nella Batcaverna come costante promemoria e il Joker spesso gli ricorda della sua perdita per tormentarlo.

### Ritorno dalla morte
Anni dopo, mentre cerca di scoprire l'identità di una figura misteriosa che complotta contro di lui, Batman scopre che Tim Drake, il successore di Jason come Robin, è stato rapito. Affronta il rapitore sulla tomba profanata di Jason e rimane sbalordito nello scoprire che è un Todd adulto, con indosso un costume di Robin alternativo. Dopo averlo sconfitto, Batman capisce che "Jason" è in realtà Clayface, il quale si è ispirato a Nightwing per impersonificare il Todd adulto. Tuttavia, il vero corpo di Jason è scomparso dalla tomba.
Successivamente si scopre che, quando Superboy-Prime ha alterato la realtà, ha riportato Jason in vita; quest'ultimo è fuggito dalla sua tomba ed è stato ricoverato in ospedale dopo aver camminato a lungo, giacendo in coma per un anno e poi vagabondando affetto da amnesia, senza che nessuno lo identifichi in quanto non corrisponde ad alcuna denuncia di persona scomparsa. Un giorno, un ladruncolo lo riconosce come Robin per le sue abilità di combattimento e quindi Talia al Ghul lo prende con sé.
Talia accoglie Jason per l'amore che prova per Batman, mentre suo padre, Ra's al Ghul, si interessa al segreto dietro alla sua resurrezione. La Lega degli Assassini rintraccia ed elimina chiunque a Gotham che sappia che Jason è tornato in vita per impedire a Batman di scoprirlo, poi interrogano gli scagnozzi del Joker che erano con lui durante l'uccisione di Jason nella speranza di scoprire come sia riuscito a sopravvivere. Talia ripristina la salute e la memoria di Todd immergendolo in un Pozzo di Lazzaro e lo aiuta a scappare dalla casa di al Ghul. Viene fatto intendere che sia stato il Pozzo, come effetto collaterale, a provocare l'instabilità mentale di Jason.
Todd diventa furiosamente ossessionato all'idea di essere rimasto "invendicato" e giura di farla pagare a Batman per non aver ucciso il Joker vendicando la sua morte. Torna quindi a Gotham con i soldi di Talia, pagando anche un gruppo di mercenari. Jason crea un falso traffico d'armi di arsenale militare avanzato per istigare il Cavaliere Oscuro a indagare e piazza una bomba sotto la Batmobile per tenere sotto scacco l'eroe. Jason si rende però conto che, in questo modo, Batman non verrebbe mai a sapere chi l'ha ucciso e perché. Decide quindi di viaggiare in tutto il mondo, sottoponendosi a un allenamento simile a quello di Bruce Wayne ma più letale, così da prepararsi a uccidere direttamente l'ex mentore. Per anni, Jason apprende varie abilità da maestri, assassini, mercenari e aviatori in tutto il mondo. Durante uno degli allenamenti, Todd realizza che l'uomo che lo sta addestrando gestisce un traffico di bambini da usare come schiavi sessuali, quindi libera i prigionieri e uccide il maestro. Talia lo interroga al riguardo, ma Jason non mostra pentimento e, da quel momento, uccide i suoi maestri al termine di ogni addestramento quando scopre che sono colpevoli di qualche crimine.
Durante il suo viaggio, Jason apprende di essere stato sostituito come Robin da Tim Drake, cosa che lo tormenta ulteriormente. Mentre si allena a fabbricare bombe, scopre che il suo insegnante è coinvolto in un accordo con la mafia russa e con i terroristi estremisti islamici. Todd uccide i membri della banda e l'unico sopravvissuto, per essere risparmiato, gli offre la possibilità di ottenere una grossa paga dal governo dandogli l'ubicazione di un criminale molto ricercato, ovvero il Joker.
Dopo aver appreso che il Joker sta pianificando un attacco terroristico contro Gotham, Jason si mette alla caccia del criminale come un assassino mascherato. Riesce a catturarlo e il Joker non lo riconosce in quanto è cresciuto; Todd medita di ucciderlo bruciandolo vivo, ma poi decide di non volerlo semplicemente uccidere, ma di voler punirlo con Batman, quindi libera il Joker per aspettare l'occasione giusta. Todd rivela a Talia di aver dedotto che lei finanzia il suo addestramento per impedirgli di uccidere Batman, ma ora non intende più eliminarlo. Talia suggerisce quindi a Todd di diventare il Batman di cui Gotham ha bisogno; lui fa costruire una replica identica della sua bara e stringe un patto con Hush e l'Enigmista, confermando ad Hush che Bruce Wayne è Batman. I tre quindi collaborano ed è davvero Jason a confrontarsi con Batman sulla sua tomba, prima di fare scambio con Clayface per osservare la scena da lontano. Quando Batman non esprime rimorso per aver risparmiato la vita del Joker dopo la morte di Jason, Todd si infuria ulteriormente. Talia gli regala un pugnale infuocato e un cappuccio rosso, che diventeranno parte della seguente identità di Jason.

### Cappuccio Rosso
Jason riappare a Gotham nei panni di Cappuccio Rosso; dirotta una spedizione di Kryptonite di Maschera Nera e, durante uno scontro con Batman, Nightwing e Mr. Freeze, restituisce loro la Kryptonite sostenendo di aver voluto solo "disporre il territorio". Poco dopo, Cappuccio Rosso rintraccia il Joker (scacciato dalla città da Hush) e lo picchia violentemente con un piede di porco, come il criminale aveva fatto con lui, ma lo risparmia per poterlo usare in seguito contro Batman.
Cappuccio Rosso assume il controllo di diverse bande di Gotham, iniziando una guerra contro l'impero criminale di Maschera Nera, responsabile della morte della Robin Stephanie Brown. Nel suo nuovo ruolo di signore del crimine più potente di Gotham, Cappuccio Rosso si scontra ripetutamente con Batman e numerosi suoi alleati; il Cavaliere Oscuro inizia ad ossessionarsi alla possibilità della resurrezione, sospettando di stare combattendo proprio Jason, e chiede consiglio a eroi come Superman e Freccia Verde, entrambi morti e tornati in vita. Nello stesso periodo, Batman realizza che la bara vuota nella tomba di Jason non è l'originale, ma una replica. Anche dopo aver ricevuto conferma che Cappuccio Rosso è Jason, Batman mantiene il costume da Robin di Todd nella sua teca commemorativa, spiegando ad Alfred Pennyworth di voler ricordare Jason come quando si sono incontrati per la prima volta.
Sempre ossessionato con Tim Drake, Todd irrompe nella Torre dei Giovani Titani per affrontarlo e rivela la verità del loro incontro al cimitero. Apprendendo che Tim è riuscito a sconfiggere il Joker da solo in uno dei loro primi combattimenti, Jason blocca i Giovani Titani e sfida Tim in uno scontro diretto. Furioso per il fatto che non sia stata realizzata nessuna statua commemorativa per lui nonostante il suo breve mandato come Giovane Titano, Todd sconfigge Drake e gli strappa la "R" dal costume da Robin, pur ammettendo poi a malincuore che Tim è un degno successore. Todd si chiede anche se sarebbe stato un Robin e una persona migliore se avesse avuto una famiglia e degli amici come quelli di Drake.
In seguito, Todd rapisce il Joker e attira Batman a Crime Alley, luogo del loro primo incontro. Batman cerca di aiutare Todd per espiare i suoi fallimenti e lui gli chiede perché non abbia ucciso il Joker vendicando la sua morte, facendogli notare come il criminale sia responsabile della morte di innumerevoli persone e della paralisi di Barbara Gordon. Batman ammette di essere stato spesso tentato di torturare e uccidere il Joker, ma non vuole superare i limiti che si è imposto. Jason dà quindi all'eroe un ultimatum: se il Cavaliere Oscuro non lo ucciderà, lui ucciderà il Joker. Batman riesce a impedire a Jason di uccidere Joker senza ucciderlo e, nella confusione che ne segue, i tre si separano.
Tempo dopo, Jason riappare mentre pattuglia le strade di New York come una versione omicida di Nightwing. Si incontra con Dick Grayson, ma rifiuta di rinunciare al suo ruolo. Tempo dopo, Jason viene rapito da due mafiosi locali e Dick lo salva con riluttanza, unendo le forze con lui per sconfiggere i criminali. Jason lascia poi la città e il mantello di Nightwing, salutando Grayson con un telegramma.
Jason riprende il ruolo di Cappuccio Rosso in diversi numeri di Freccia Verde, facendo parte di un'organizzazione di trafficanti d'armi che portano Batman a Star City. Si scopre che Todd ha fatto tutto questo per rapire Mia Dearden, in quanto la considera uno spirito affine essendo entrambi stati rifiutati dalla loro società e delusi dai loro mentori. Jason fa notare a Mia la follia di eroi come Batman e Freccia Verde per aver messo in pericolo dei giovani aiutanti come loro ma la donna, pur rimanendo profondamente turbata dalla discussione, decide di rimanere con Freccia Verde.
In seguito, Todd salva una donna da Duela Dent, subito prima che quest'ultima venga uccisa da un Monitor. Jason si imbatte in Donna Troy (anche lei tornata dalla morte) al funerale di Duela e le spiega cos'è accaduto. I due vengono attaccati dal Precursore, che quasi li uccide, finché non si palesa il Monitor che lo ferma e recluta Jason e Donna per una missione nel Multiverso, incaricandoli di trovare Ray Palmer. Durante il viaggio, Jason mostra un interesse amoroso verso Donna che presumibilmente non è ricambiato.

### Red Robin
Viene rivelato che la Terra-51 è diventata un mondo pacifico in quanto il Batman di quell'universo ha ucciso tutti i supercriminali dopo che il suo Jason è stato assassinato dal Joker. Jason indossa l'abito di Red Robin, che Batman programmava di dargli quando sarebbe stato più grande, e combatte al fianco del Cavaliere Oscuro di Terra-51. Durante una battaglia contro dei soldati di Monarch, il Batman di Terra-51 viene ucciso dall'Ultraman di Terra-3 e Jason resta profondamente sconvolto. In preda al dolore, Jason uccide una versione alternativa del Joker, coinvolto dell'uccisione di Batman, che si fa beffe della sua perdita, per poi andarsene insieme a Donna, Ray e Kyle Rayner da Terra-51, che viene distrutta.
Dopo che il gruppo è tornato sulla Terra, Todd lascia il gruppo e riprende a combattere il crimine con i suoi metodi. Quando il virus Morticoccus viene rilasciato dal corpo di Karate Kid, è costretto a tornare nel gruppo da Kyle. Jason si sbarazza del suo costume da Red Robin e abbandona la squadra in seguito, poi lui e Drake si confrontano con una nuova versione di Red Robin, la cui identità di scopre essere quella di Ulysses Armstrong. Todd viene arrestato dalla polizia al termine di uno scontro e riceve una visita di Drake, che gli dà il codice di accesso alla Justice League per liberarsi. Dopo la sua fuga, Todd si riprende dalle ferite e viene convocato alla Batcaverna da Tim, dove Batman ha lasciato un messaggio per lui. Todd ascolta privatamente il messaggio e se ne va, soffermandosi tristemente a contemplare il suo vecchio costume.

### Batman
Per un breve periodo, Jason veste e opera nei panni di Batman; sostiene di aver sempre voluto sostituire l'ex mentore e ritiene che Batman dovrebbe mantenere lo status di leggenda metropolitana piuttosto che diventare un personaggio pubblico. Pugnala Tim Drake al petto con un batarang e poi ha uno scontro con Dick Grayson in metropolitana, al termine del quale fugge; è quindi Grayson a indossare il ruolo di Batman.
Successivamente, si scopre che Bruce Wayne ha rivolto a Jason le sue ultime parole, esprimendo rammarico per aver trascurato i suoi profondi problemi emotivi e affermando di aver sperato di poterlo "rendere completo", supplicando Todd di ricevere un aiuto psichiatrico che Jason rifiuta. Viene fatto intendere che Jason, furioso per le ultime parole di Wayne, abbia per questo intrapreso una strada criminale, nutrendo uno smisurato odio per la Bat-Family, che cerca ripetutamente di uccidere.

### Scarlet
Dopo non essere riuscito a diventare il nuovo Batman, Jason riprende i panni di Cappuccio Rosso ma decide di sostituire la figura del Cavaliere Oscuro, impegnandosi molto delle pubbliche relazioni, alterando il suo costume per renderlo più simile a un tradizionale abito da supereroi e reclutando una spalla, Scarlet. Cappuccio Rosso e Scarlet non si fanno scrupoli a uccidere chiunque ostacoli la loro lotta al crimine, non solo criminali ma anche poliziotti, adottando la filosofia che "la punizione debba adattarsi al crimine". Appare anche con i capelli rossi, sostenendo che sono il suo colore naturale e che era stato Bruce a obbligarlo a tingersi di nero per assomigliare a Dick Grayson. Todd appare sempre più instabile e ossessionato all'idea di "finire" Batman e Robin (Damian Wayne), privandoli di tutto ciò che hanno ed esponendo le loro identità attraverso un sondaggio telefonico.
Grayson continua a cercare di aiutare Todd, offrendosi di riabilitarlo, ma lui, in un momento di lucidità, sostiene che è troppo tardi, affermando di non essere riuscito a essere ciò che voleva Batman. Viene arrestato da Gordon, che gli spiega di aver sempre lavorato con Batman in quanto quest'ultimo non viola mai la legge "dove conta". Mentre viene scortato via, Jason provoca Dick suggerendogli di usare il Pozzo di Lazzaro per riportare in vita Bruce, e Scarlet fugge da Gotham.
Jason presenta un appello per essere trasferito dall'Arkham Asylum, dove è stato trattenuto in osservazione per mesi. Bruce Wayne nei panni di Batman lo visita per informarlo che si trova ad Arkham per protezione. Jason sottolinea di aver superato ripetutamente tutti i test psicologici e, pertanto, in seguito viene trasferito in una prigione. Dopo il suo arrivo, il tasso di suicidi tra i principali criminali incarcerati aumenta sospettosamente; molti criminali cercano inutilmente di attentare alla vita di Jason e quest'ultimo, di rimando, avvelena il cibo della mensa, uccidendo ottantadue persone e facendone stare male un centinaio. Jason viene quindi riportato ad Arkham, ma nel tragitto un gruppo di mercenari lo fa evadere. Todd li combatte fino all'arrivo di Batman e Robin, quando gli scagnozzi lo informano che il loro capo ha catturato Scarlet. Jason fa squadra con i due eroi per liberarla, poi fugge con la donna.

## Poteri e abilità
Analogamente a Batman e Nightwing prima di lui, Jason Todd generalmente non possiede superpoteri intrinseci e fa affidamento su abilità naturali e tecnologia; durante il suo periodo come Robin sotto l'addestramento di Batman (così come Dick Grayson), Jason era inizialmente considerato un atleta di prima classe e un abile combattente corpo a corpo. Al contrario, le sue capacità di investigazione e deduzione erano piuttosto deboli nonostante mostrassero un certo potenziale. Nel corso del tempo, Jason sviluppò le sue abilità, diventando esperto in varie forme di arti marziali e alla fine sviluppò acute capacità investigative. Jason è stato anche istruito da Batman nell'uso delle armi da fuoco con un addestramento paragonabile a quello richiesto dalle forze dell'ordine, sebbene non utilizzasse questa abilità come Robin.
Dopo essere tornato in vita, le abilità di Jason sono diventate più avanzate e hanno ricevuto più addestramento (i dettagli dipendono dalla continuità); nelle storie moderne, la sua formazione include l'ordine mistico di tutte le caste e la Lega degli Assassini, avendo imparato in quest'ultima sotto i migliori istruttori. Oltre alle sue abilità precedenti (come essere un abile ginnasta e detective), Jason è anche considerato un tiratore esperto con varie armi da fuoco. Per affinare questa capacità, ha fatto un passo avanti rispetto a Batman nel suo viaggio intorno al mondo per imparare dai maestri come uccidere un bersaglio con diversi tipi di pistole, possedere una notevole "intelligenza di strada" ed è considerato un leader naturale. In alcune versioni, la sua resurrezione attraverso il Pozzo di Lazzaro gli ha concesso alcune abilità magiche.

## Altri media

### Cinema
- Batman v Superman: Dawn of Justice (2016): Viene fatto allusione alla morte di Jason, in quanto il suo costume sfregiato appare nella Batcaverna.[43] Originariamente il regista, Zack Snyder, avrebbe voluto che l'abito appartenesse a Dick Grayson, ma la Warner Bros. ha voluto cambiarlo quando ha iniziato a sviluppare un film sul personaggio di Nightwing.[44] Era stata costruita anche una lapide di Grayson, successivamente oscurata; Snyder ha affermato che, se fosse rimasto nel franchise, avrebbe fatto sì che la figura di Robin sarebbe tornata alla luce con il personaggio di Carrie Kelley.[45]
- Zack Snyder's Justice League (2021): in una breve sequenza ambientata in un futuro distopico dove Darkseid ha conquistato la Terra. Quando Mera, in lutto per Aquaman, dubita che Batman possa comprendere un dolore come il suo, Joker le risponde che invece Batman ha visto morire molte persone amate, tra cui un "figlio adottivo". (Non è mai stato confermato se quel Robin avrebbe dovuto essere Jason, il regista ha anzi dichiarato che nella sua idea originale era Dick Grayson)

#### Lungometraggi d'animazione
- Elementi della tortura del Joker inflitta a Jason Todd sono stati incorporati nel film Batman of the Future - Il ritorno del Joker, con Tim Drake al posto di Jason.
- Batman: Under the Red Hood (2010): il personaggio è uno dei due antagonisti principali del film d'animazione, e narra la storia della morte e resurrezione di Jason e del suo ritorno a Gotham, dopo aver adottato l'identità del Cappuccio Rosso, per vendicarsi di Batman e Joker. In questa versione è Ra's Al Ghul stesso e non sua figlia Talia a immergerlo nel Pozzo di Lazzaro per salvargli la vita, essendo dispiaciuto di aver contribuito a una morte così insensata dopo aver assunto Joker come sicario.
- Batman contro Jack lo squartatore (2018).
- Batman Ninja (2018): la prima apparizione nel lungometraggio ambientato nel periodo Sengoku vede Jason Todd vestito come un monaco shintoista che indossa un enorme Komuso Kasa rosso e che proverà a convincere Batman a uccidere un Joker senza memoria. Successivamente si unirà al resto della Bat-family per sconfiggere i criminali daimyo.

### Televisione
- Titans (2018): Jason Todd, interpretato da Curran Walters, appare come il nuovo Robin dopo che Dick Grayson ha abbandonato il ruolo, ed entra a far parte della sua squadra.

### Videogiochi

#### Batman: Arkham
- Jason è alluso nelle sfide di Tim Drake nelle basi di Joker in Batman: Arkham City, dove il clown commenta: "Cosa? Ma non ti avevo ucciso?".
- Jason Todd appare in Batman: Arkham Knight, sviluppato da Rocksteady Studios. A doppiare il personaggio è Troy Baker in inglese e Luca Ghignone in italiano. In questa versione, diversi anni prima degli eventi del gioco, Jason è stato rapito dal Joker, il quale lo ha rinchiuso in un'ala nascosta del Manicomio di Arkham, dove lo ha torturato e sottoposto a lavaggio del cervello, convincendolo che Batman lo aveva ormai abbandonato e che fosse proprio lui il suo vero nemico. Alla fine il Clown Principe del Crimine fece credere a Batman di aver ucciso Jason inviandogli un video nel quale apparentemente lo uccideva con un colpo di pistola, cosa che spinse Bruce, ormai rassegnato, ad interrompere le ricerche del ragazzo. In realtà Jason sopravvisse, e ormai liberato da Deathstroke, si rifugiò in Venezuela dove, con l'aiuto di Slade mise su un esercitò e adottò l'identità del Cavaliere di Arkham. Un anno dopo la morte del Joker, Jason, ormai Cavaliere di Arkham, stringe un'alleanza con Jonathan Crane alias lo Spaventapasseri, tornando a Gotham con il suo esercito e affiancando Crane nella sua vendetta contro Batman. Tuttavia l'alleanza tra i due è destinata a sgretolarsi quando il Cavaliere di Arkham diventa sempre più deciso ad uccidere Bruce, mentre lo Spaventapasseri intende condannarlo a sofferenza eterna. Alla fine Jason si rivelerà ad un incredulo Batman, il quale per anni lo ha creduto morto per mano del Joker. Dopo un intenso scontro, Bruce gli rivelerà tutto il suo dispiacere per non essere riuscito a liberarlo dal Clown anni prima e gli prometterà di essere disposto a rimediare prendendosi di nuovo cura di lui. Riconoscendo la sincerità nelle parole del suo mentore, Jason abbandonerà i panni del Cavaliere di Arkham. Nella fase finale della resa dei conti tra Batman e lo Spaventapasseri, Jason accorrerà in soccorso di Bruce, aiutandolo a liberarsi e a sconfiggere Crane, dimostrando di aver riacquistato fiducia nel suo mentore.
  - Jason è anche il protagonista del DLC narrativo a lui dedicato, ambientato dopo la trama principale, dove adotta la nuova identità del vigilante sanguinario Cappuccio Rosso e scegliendo Maschera Nera come sua prima vittima. Dopo averlo rintracciato e eliminato i suoi sgherri, Cappuccio Rosso ucciderà Maschera Nera gettandolo dalla finestra dell'edificio in cui Sionis si nascondeva.
- Il filmato in cui il Joker "uccide" Jason appare anche in Batman: Arkham VR, videogioco VR ambientato in un incubo di Bruce/Batman prima degli eventi di Batman: Arkham Knight.
- In Suicide Squad: Kill the Justice League, il filmato d'emergenza di Bruce rivela che è a piena conoscenza del fato di Jason e, nonostante i suoi metodi sanguinari, lo considera ancora parte della sua Bat-family.

#### Gotham Knights
Jason Todd/Red Hood è uno dei protagonisti di Gotham Knights, videogioco sulla Bat-Famiglia sviluppato da WB Games Montréal e in uscita nel 2022, dove sarà doppiato in inglese da Stephen Oyoung.
Come mostrato nel trailer di annuncio presentato al DC FanDome 2020, a seguito di una misteriosa esplosione a Villa Wayne in cui Bruce Wayne sembra rimanere vittima, i membri della Bat-Famiglia, ovvero Tim Drake/Robin, Barbara Gordon/Batgirl, Dick Grayson/Nightwing e Jason Todd/Red Hood, ricevono un messaggio pre-registrato dallo stesso Bruce, in cui quest'ultimo incarica i suoi alleati di diventare i nuovi protettori di una Gotham che presto sprofonderà nel caos per mano dei criminali che approfitteranno dell'assenza di Batman, e che non potrà contare sul GCPD, il quale dopo la morte di James Gordon, è finito nella corruzione e che vanta solo pochi poliziotti onesti rimasti. 
Come svelato nella sua biografia sul sito ufficiale del gioco, Jason ha abbandonato i suoi metodi letali per ricongiungersi alla Bat-Famiglia, mentre gli sviluppatori hanno rivelato che il ragazzo ha acquisito delle abilità particolari in seguito alla sua resurrezione nel Pozzo di Lazzaro.

### DCAU
Jason Todd è assente nelle serie animate appartenenti al DC Animated Universe ed è a malapena alluso nei fumetti ambientati su Terra-12. Jason compie però il suo debutto nella serie nel fumetto Batman - Le nuove avventure (stagione uno). Data l'assenza del Cappuccio Rosso dal passato di Joker, Jason possiede un antefatto molto diverso. Nel corso del fumetto, Jason gira per i tetti di Gotham osservando la Bat-family in azione, ma senza interferire o farsi vedere. Bruce riesce finalmente a comprendere l'identità di questa spia e Tim Drake, curioso di saperlo, si fa raccontare del suo passato da Alfred: il fratello maggiore di Jason, si arruolò nella banda nota come "i Lupi", un gruppo di vandali adolescenti caratterizzati da dei passamontagna neri. Chi entrava nel gruppo, doveva fare da palo ai loro colpi indossando, per i primi giorni, un passamontagna rosso (in allusione alla figura di Cappuccetto Rosso in mezzo ai lupi). Il fratello di Jason, Danny Todd, che fece da palo il giorno in cui la polizia beccò finalmente i Lupi e il capobanda lo fece cadere dalla scala antincendio per rallentare la polizia, uccidendo il ragazzo. Furioso, Jason si arruolò e stese uno ad uno ogni membro della banda da solo, sotto lo sguardo stupito di Batman, appena giunto sul posto per sgominarli. Notando la sua determinazione (e la sua ammirazione nei confronti del Cavaliere Nero), simile a quella di Dick Grayson (che si era appena ritirato), Batman lo adottò subito e lo istruì nelle arti marziali, creando così il secondo Robin. Tuttavia, Jason era molto più violento, tanto che molti dei criminali ci hanno quasi rimesso la pelle per colpa sua. Batman tentò di giustificare questo suo comportamento come causa del gas della paura di Spauracchio, ma quando non trovò tracce del gas sulla sua tuta, dovette ricredersi. Furioso che Batman non aveva fiducia in lui, Jason sparì e continuò la sua caccia al crimine, con l'intenzione di uccidere i supercriminali come Killer Croc, infangando sempre di più la reputazione di Batman e della GCPD. Un giorno, approfittando dell'ennesima separazione tra Harley Quinn e Joker, Jason tentò di strappare a Harley le informazioni su dove Joker si nascondesse, ma era tutto un piano del clown per catturarlo, torturarlo e ucciderlo. Harley tentò di dissuaderlo, ma fallì. Batman intervenne appena prima che gli desse il colpo finale e Jason rivela di essersi unito ai Lupi per vendicare Danny ("occhio per occhio, fratello per fratello.") e chiede a Batman di uccidere Joker, ma Batman invece lo salva e Jason, approfittando di un'esplosione, fugge, lasciandosi dietro il costume di Robin. Nel presente, intanto, Batman incontra Jason, che ha adottato l'identità di Cappuccio Rosso, e gli rivela che ha intenzione di fargliela pagare per la sua mancanza di fiducia, rapendo Tim e Joker e portandoli nel suo rifugio nelle fogne. Batman riesce comunque a liberare Robin e a non uccidere Joker e, dopo la distruzione del rifugio di Jason, questi viene spazzato via dalla corrente, non prima che abbia detto che perdona Batman, ma ammette che non potrà mai adattarsi al suo codice morale. Poco dopo, si scopre che Deathstroke ha salvato Jason e ha deciso di trasformarlo nel suo erede.